# Sento le campane
Sento le campane è un singolo del cantante italiano Zucchero Fornaciari, pubblicato nell'aprile del 2002 dalla Polydor e dalla Universal Music come quarto singolo dell'album Shake.

## Il brano
Sento le campane, scritto da Isaac Hayes, David Porter e Zucchero per quanto riguarda la composizione della musica e da Zucchero per quanto riguarda la composizione del testo, venne pubblicata dalla Polydor e dalla Universal Music, etichette discografiche con le quali Zucchero collabora sin dal lontano 1983. Il brano è  stato portato al successo grazie al Festivalbar 2002.  La versione remix è stata fatta in collaborazione con il disc jockey torinese Gabry Ponte.

## Il video
Il video inizia con un uomo calvo di colore che, seduto su un trono, dice: "Agh piès i piir, agh piès i pòm, agh piès la roba che g'ha càl don". Questa frase, in dialetto reggiano, significa "Gli piacciono le pere, gli piacciono le mele, gli piace la roba che hanno le donne". Dopo di essa, parte la canzone e la scena si sposta in un locale in cui vediamo Zucchero con tre uomini (uno con un organo, uno con una chitarra e l'altro ancora con una batteria) e una donna di colore vestita di blu. Durante il video si vede anche un'altra donna di colore scomposta su un trono d'ebano con una colomba bianca.

## Tracce
Testo di Zucchero; musica di Zucchero, Isaac Hayes e David Porter.

### CD singolo
Sento le campane
- COD: Polydor 5002 733

1. Sento le campane – 3:26

Sento le campane (Gabry Ponte Remix)
- COD: Universal 5002 745

1. Sento le campane (feat. Gabry Ponte) (Gabry Ponte Radio Mix) – 3:17
2. Sento le campane (feat. Gabry Ponte) (Gabry Ponte Extended Mix) – 4:26

### Vinile
Sento le campane (Gabry Ponte RMX)
- COD: Polydor, Universal UNIV 09.02

Lato A
1. Sento le campane (feat. Gabry Ponte) (Gabry Ponte Extended Mix) – 4:26
2. Sento le campane (feat. Gabry Ponte) (Gabry Ponte Radio Mix) – 3:17

Lato B
1. Sento le campane (Instrumental) – 4:28
2. Sento le campane (Accappella) – 4:17